# Mondeville (Calvados)
Mondeville – miejscowość i gmina we Francji, w regionie Normandia, w departamencie Calvados.
Według danych na rok 1990 gminę zamieszkiwało 9488 osób, a gęstość zaludnienia wynosiła 1048 osób/km² (wśród 1815 gmin Dolnej Normandii Mondeville plasuje się na 16. miejscu pod względem liczby ludności, natomiast pod względem powierzchni na miejscu 568.).